# Aparato weberiano
El aparato de Weber o aparato weberiano es una estructura anatómica que conecta la vejiga natatoria al sistema auditivo en los peces pertenecientes al Super Orden de los Ostariophysi. Cuando se encuentra completamente desarrollado en un pez adulto, los elementos del aparato son considerados en conjunto como los huesecillos de Weber. La presencia de esta estructura es una de las características más importantes y filogenética que distingue al grupo Ostariophysi. La estructura consiste en un conjunto de huesos diminutos que se originan de las primeras vértebras para desarrollar un embrión de esta especie. Estos huesos crecen para conectar físicamente el sistema auditivo, específicamente el oído interno a la vejiga natatoria. La estructura actúa como un amplificador de ondas de sonido, de otro modo sería sólo ligeramente perceptible por la estructura del oído interno.

## Anatomía estructural y funcionamiento
La estructura generalizada del aparato de Weber es parecida a un complejo esquelético de huesos y huesecillos que están conectados físicamente al complejo laberinto auditivo anterior y a la región de la vejiga natatoria posterior. La estructura completa es derivada de elementos del esqueleto de las primeras cuatro vértebras. Los elementos involucrados son: los huesos supraneurales del cráneo; huesos neuronales en forma de arcos modificados; el claustrum, tripus, intercalarium y el scaphium (huesecillos de Weber); el os suspensorium de la cuarta vértebra; la parapófisis de la quinta vértebra incluyéndola, más la costilla pleural. Además, una estructura compuesta por espinas neurales fusionadas forman la parte dorsal del aparato de Weber. En conjunto, la estructura interactúa con el otolito lagenar anterior dentro del cráneo y la vejiga natatoria posterior por medio de la costilla pleural. Postero-ventralmente, se encuentra el tripus, el os suspensorium y la tercera costilla que interactúa directamente con la cámara anterior de la vejiga natatoria.
El aparato weberiano funciona transmitiendo señales auditivas desde la vejiga, a través de los huesecillos de Weber y después directo a la estructura del oído interno. Esencialmente, la estructura actúa como un amplificador de ondas de sonido con la función que añade la vejiga natatoria como una cámara de resonancia donde amplifica la señal para ser audible.

## Embriología
El análisis embrionario del aparato de Weber de la taxonomía Brycon ha arrojado algo de luz al desarrollo de la estructura misma. Los elementos del aparato weberiano se forman de las primeras cinco vértebras distinguibles del individuo. Los supraneurales comienzan como un elemento del cráneo. La claustra y la scaphia se desarrollan a partir de elements expandidos del arco neural de la primera vértebra (V1). A partir de la segunda vértebra (V2), el intercalarum y el proceso lateral de la vértebra son reducidos y agrupados. La costilla pleural (R1) de la tercera vértebra (V3) se contrae y mueve un poco ventralmente, formando el tripus de un parapófisis vertebral fusionándose con la costilla pleural. El hueso os suspensorium de la cuarta vértebra (V4) permanece en su forma, desarrollándose de la costilla pleural de la vértebra (R2). Los elementos restantes de la quinta vértebra (V5), la parapófisis y la costilla de articulación (R3), incluyendo la vértebra misma, forman la estructura posterior del aparato de Weber. Las espinas neurales de las primeras cuatro vértebras se fusionan y comprimen, formando una de las mayores estructuras del aparato.
Es estudio de la embriología del aparato de Weber ha sido llevado a cabo en varias otras especies del orden Ostariophysi. Los resultados han dado lugar a diversas interpretaciones del desarrollo (por lo tanto la homología) de las estructuras que forman al aparato. Estudios específicos han sido realizados sobre el aparato weberiano de unos pocos taxones seleccionados, incluyendo Danio rerio, Rhaphiodon vulpinus y Corydoras paleatus.

## Historia de su evolución
La incidencia más temprana registrada de un aparato weberiano es de fósiles de peces de los Santanichthys diasii, datos de principios del Cretáceo al noreste de Brasil. En el taxón citado, el aparato de Weber está bastante desarrollado; teniendo un intercalarium distinguible y un tripus articulado a una segunda y tercera vértebra respectivamente. Incluso una scaphia puede observarse en al menos dos especímenes. El arco neural de la tercera vértebra, se encuentra ampliado, casi similar a los especímenes modernos. El claustrum, elemento del aparato de Weber moderno, no se encuentra en la especie Santanichthys diasii. Solo las primeras cuatro vértebras están involucradas en el aparato de Weber del Santanichthys diasii, y no hay rastros de la participación de la quinta vértebra como en los especímenes modernos.

## Etimología

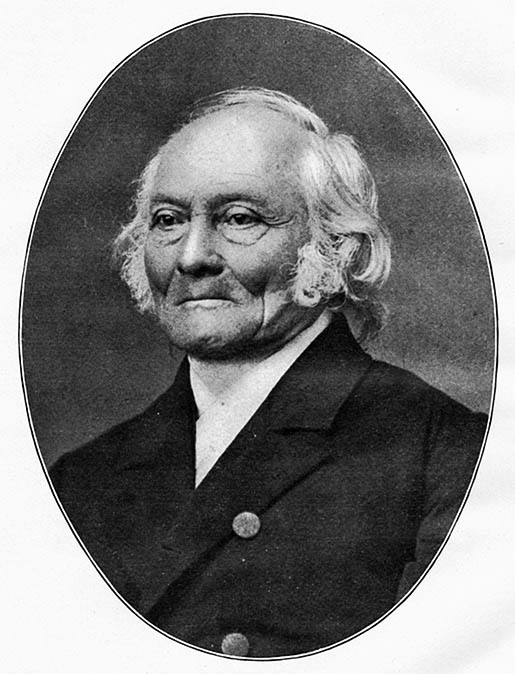
Ernst H. Weber, quien primero describió la estructura, y fue nombrada después de él.

El aparato de Weber lleva el nombre del anatomista y fisiólogo alemán Ernst Heinrich Weber (1795-1878). El aparato fue descrito por primera vez en detalle por Weber. Solo cuatro huesos fueron identificados, específicamente el claustrum, scaphium, intercalarium y el tripus. En conjunto, estos elementos fueron hipotetizados en desempeñar un papel en las funciones auditivas. A través de los años, se han propuesto y descartado otras funciones, como la regulación hidrostática, que fue una de las primeras sugerencias para la función del aparato.